# 1981 EY42
1981 EY42 är en asteroid i huvudbältet som upptäcktes den 2 mars 1981 av den amerikanska astronomen Schelte J. Bus vid Siding Spring-observatoriet.
Den tillhör asteroidgruppen Massalia.